# Sri Mulyani Indrawati
Sri Mulyani Indrawati (ur. 26 sierpnia 1962 w Tanjung Karang) – indonezyjska ekonomistka.
27 lipca 2016 została ministrem finansów w gabinecie prezydenta Joko Widodo. Tę samą funkcję pełniła wcześniej w latach 2005–2010.
Jest absolwentką Uniwersytetu Indonezyjskiego. Dalszą edukację odbyła na Uniwersytecie Illinois w Urbanie i Champaign, gdzie w 1990 r. otrzymała stopień Master of Science of Policy Economics. W 1992 r. uzyskała doktorat z ekonomii.